# Philip Kaufman
Philip Kaufman (n. 23 octombrie 1936, Chicago, Illinois, SUA) este un regizor de film și scenarist american.

## Filmografie
- 1964 Goldstein (co-regizor/co-scenarist, cu Benjamin Manaster)
- 1967 Fearless Frank (regizor/scenarist)
- 1972 The Great Northfield Minnesota Raid (regizor/scenarist)
- 1974 The White Dawn (regizor)
- 1976 The Outlaw Josey Wales (scenarist, cu Sonia Chernus)
- 1978 Invazia jefuitorilor de trupuri (regizor)
- 1979 The Wanderers (regizor/cu-scenarist, cu Rose Kaufman)
- 1981 Indiana Jones și căutătorii arcei pierdute (cu George Lucas) (doar povestea)
- 1983 Cursa spațială (The Right Stuff) (regizor/scenarist)
- 1988 Insuportabila ușurătate a ființei (The Unbearable Lightness of Being) (regizor/scenarist)
- 1990 Henry & June (regizor/co-scenarist, cu Rose Kaufman)
- 1993 Rising Sun (cu Michael Crichton și Michael Backes) (regizor/co-scenarist)
- 2000 Quills (regizor)
- 2004 Twisted (regizor)
- 2012 Hemingway & Gellhorn (regizor)